# Cicerinina tetradactyla
Cicerinina tetradactyla är en plattmaskart som beskrevs av Karling TG 1952. Cicerinina tetradactyla ingår i släktet Cicerinina och familjen Cicerinidae. Inga underarter finns listade i Catalogue of Life.